# Los Naranjos 1.ª Sección (Campechito)
Los Naranjos 1.ª Sección (Campechito) es una localidad del municipio de Huimanguillo ubicado en la subregión de La Chontalpa del estado mexicano de Tabasco.

## Geografía
La localidad de Los Naranjos 1.ª Sección (Campechito) se sitúa en las coordenadas geográficas 17°55′26″N 93°22′04″O / 17.923889, -93.367778, a una elevación de 21 metros sobre el nivel del mar.

## Demografía
Según el Conteo de Población y Vivienda 2020, efectuado por el Instituto Nacional de Estadística y Geografía, la localidad de Los Naranjos 1.ª Sección (Campechito) tiene 735 habitantes, de los cuales 341 son del sexo masculino y 394 del sexo femenino. Su tasa de fecundidad es de 2.3 hijos por mujer y tiene 232 viviendas particulares habitadas.
| Gráfica de evolución demográfica de Los Naranjos 1.ª Sección (Campechito) entre 1930 y 2020 |
|                                                                                             |
| INEGI.                                                                                      |